# Bauzemont
Bauzemont je francouzská obec v departementu Meurthe-et-Moselle v regionu Grand Est. V roce 2013 zde žilo 150 obyvatel.

## Geografie
Sousední obce jsou: Bathelémont, Crion, Einville-au-Jard, Hénaménil, Raville-sur-Sânon a Valhey.
Přes obec prochází vodní kanál Marna-Rýn a souběžně s ním také protéká řeka Sânon.

## Vývoj počtu obyvatel
Počet obyvatel